# Biostratigrafia

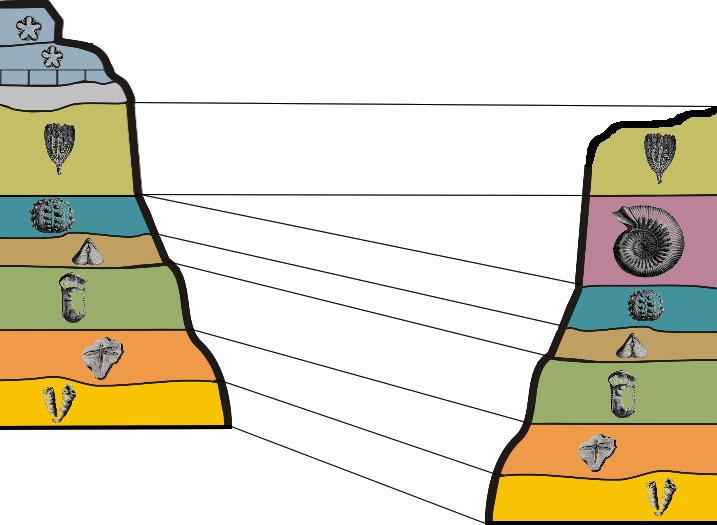
Biostratigrafia secondo il principio della successione faunistica

La biostratigrafia è una branca della stratigrafia che si occupa di ordinare le successioni di rocce sedimentarie in base al loro contenuto paleontologico. Per ottenere questo scopo, essa utilizza il riconoscimento delle associazioni fossili contenute entro le rocce stesse.
Poiché i fossili rappresentano la migliore testimonianza dell'evoluzione biologica, processo che non si ripete mai dando lo stesso risultato in tempi diversi, essi sono esclusivi di intervalli di tempo ben definiti; i migliori fossili a questo scopo sono i fossili guida.
L'unità fondamentale della biostratigrafia è la biozona, intesa come intervallo stratigrafico che contiene un determinato fossile o una determinata associazione di fossili. Un insieme di biozone, in pratica, costituisce il piano, che è l'unità fondamentale della cronostratigrafia, utilizzata dai geologi per datare le rocce. L'insieme dei piani rappresenta il tempo geologico, durato quattro miliardi e mezzo di anni, e costituisce la Scala Cronostratigrafica Standard che tutti i geologi usano in tutte le parti del mondo.
La biostratigrafia rappresenta il fondamentale risultato della datazione relativa delle rocce. Tale sistema di datazione, basato sui fossili, si contrappone a quello radiometrico, impropriamente chiamato "assoluto", che ha però il pregio di datare le rocce in anni, cioè in un concetto che a noi appare molto familiare. La biostratigrafia è quindi fondamentalmente un metodo per caratterizzare i corpi rocciosi sedimentari a strati e si basa sul principio fondamentale geologico della sovrapposizione, scoperto da Niccolò Stenone alla fine del Seicento, ma compreso e utilizzato soltanto dai primi anni dell'Ottocento. Tale principio afferma che gli strati sedimentari sono disposti originariamente in sovrapposizione, dal basso verso l'alto e dai più antichi ai più recenti; quindi una successione di strati rocciosi rappresenta una porzione di tempo geologico.
In pratica la materia si basa sui campionamenti di fossili (preferibilmente fossili guida) effettuati nelle successioni sedimentarie a strati. Tali procedimenti necessitano di tempo e attenzione, perché spesso i fossili sono distribuiti con discontinuità. Generalmente quando la successione da campionare è ben esposta e conservata secondo la sovrapposizione, gli strati, opportunamente puliti dai detriti, vanno numerati dal basso verso l'alto e i fossili prelevati ordinatamente per essere posti in contenitori con i numeri dei livelli fossiliferi di appartenenza. In laboratorio vanno puliti e preparati per una migliore osservazione e disposti in un supporto in modo da essere ritrovati facilmente. Una volta classificati questi forniscono la testimonianza delle biozone e dei limiti fra loro, nonché dei limiti fra i piani; per tal scopo la successione campionata deve essere disegnata in scala (generalmente da 1: 10 a 1: 50) e le foto dei fossili con i nomi dovrebbero essere riportate a lato.
Oltre alle unità biostratigrafiche, altre unità importanti in geologia sono le unità litostratigrafiche, le unità cronostratigrafiche, le unità geocronologiche e le unità magnetostratigrafiche.
Più in generale si parla di formazioni o unità stratigrafiche (o anche unità rocciose o geologiche) quando si vuole indicare in maniera generale un complesso di rocce e di terreni distinti lateralmente e verticalmente dagli adiacenti per una o più caratteristiche di ordine geologico o paleontologico.